# Plitnica (Białoruś)
Plitnica (biał. Плітніца; ros. Плитница) – wieś na Białorusi, w obwodzie witebskim, w rejonie dokszyckim, w sielsowiecie Tumiłowicze.

## Historia
W czasach zaborów w granicach Imperium Rosyjskiego.
W dwudziestoleciu międzywojennym ówczesny zaścianek leżał w Polsce, w województwie wileńskim, w powiecie dziśnieńskim, do 11 kwietnia 1929 w gminie Dokszyce, następnie w gminie Hołubicze.
Według Powszechnego Spisu Ludności z 1921 roku zamieszkiwało tu 113 osób, 35 było wyznania rzymskokatolickiego a 78 prawosławnego. Jednocześnie 32 mieszkańców zadeklarowali polską przynależność narodową a 81 białoruską. Było tu 25 budynków mieszkalnych. W 1931 wieś w 29 domach zamieszkiwało 141 osób.
Wykaz miejscowości wyszczególnia również smolarnię Plitnica . Zamieszkiwało tu w jednym domu 2 osoby
Miejscowość należała do parafii rzymskokatolickiej w Dokszycach. Podlegała pod Sąd Grodzki w Dokszycach i Okręgowy w Wilnie; właściwy urząd pocztowy mieścił się w Dokszycach.